# Karl August Friedrich Glocker
Karl August Friedrich Glocker (* 10. September 1768 in Stuttgart; † 17. Oktober 1848 in Ellwangen) war württembergischer Oberamtmann und später Regierungsrat des Jagstkreises.
Der Sohn eines Rentkammerexpeditionsrats studierte von 1786 bis 1789 Rechtswissenschaft an der Hohen Karlsschule und von 1789 bis 1791 an der Universität Göttingen. Nach seinem Studium führten ihn ausgedehnte Reisen nach Holland und Italien, bevor er 1794 Kanzleiadvokat wurde. 1795 kam er als Amtsverweser an das Oberamt Bönnigheim, dem er ab 1803 als Oberamtmann vorstand. 1806 wurde er zum Regierungsrat ernannt und kam als Oberamtmann zum Oberamt Ludwigsburg, 1813 zum Oberamt Rottweil und 1815 zum Oberamt Heilbronn. 1819 wurde er wegen verschiedener Dienstvergehen vom Amt suspendiert. In Heilbronn folgte ihm unterdessen als Amtsverweser der spätere Oberamtmann Christian Friedrich von Reuß, bis die Vorwürfe gegen Glockner 1822 gerichtlich geklärt waren und Glockner im Staatsdienst zurückgestuft wurde. Er wurde 1822 Registrator der Regierung des Jagstkreises, rückte 1830 in deren Kollegium auf und wurde 1838 wieder zum Regierungsrat ernannt. 1843 nahm er seinen Ruhestand.
Er war seit 1812 Träger des Ritterkreuzes des Zivilverdienstordens.